# Thai-Son Kwiatkowski
Thai-Son Kwiatkowski (* 13. Februar 1992 in Charlotte, North Carolina) ist ein US-amerikanischer Tennisspieler.

## Karriere

### Collegetennis
Thai-Son Kwiatkowski ist polnischen und vietnamesischen Ursprungs. Er studierte von 2013 bis 2017 an der University of Virginia das Studienfach Commerce. In dieser Zeit spielte er für das Collegeteam in der Tennismannschaft. Er gewann mit der Mannschaft die US-amerikanische Collegemeisterschaft in den Jahren 2015 und 2016. 2017 gewann er auch im Einzel durch einen Finalsieg gegen William Blumberg. Dieser Erfolg sicherte ihm eine Wildcard für die US Open.

### Profitour
Kwiatkowski ist hauptsächlich auf den unterklassigen Turnieren der Future und Challenger Tour unterwegs. Auf der Future Tour konnte er bisher einen Einzel- sowie drei Doppeltitel feiern.
Sein Debüt auf der ATP World Tour machte er in Newport. Dort kam er mit einer Wildcard im Einzel zum Einsatz, verlor aber sein Auftaktmatch gegen Peter Gojowczyk in zwei Sätzen. Durch seinen Erfolg bei den US-Collegemeisterschaften im Jahr 2017 erhielt er eine Wildcard für das Hauptfeld der US Open. Dort traf er in der ersten Runde auf den an Nummer 23 gesetzten deutschen Mischa Zverev. Nach einem couragierten Auftritt musste er sich am Ende in fünf Sätzen mit 6:7 (5:7), 6:4, 6:4, 5:7, 3:6 geschlagen geben.

## Erfolge
| Legende (Anzahl der Siege)  |
| Grand Slam                  |
| ATP World Tour Finals       |
| ATP World Tour Masters 1000 |
| ATP World Tour 500          |
| ATP World Tour 250          |
| ATP Challenger Tour (2)     |

### Einzel

#### Turniersiege
| Nr. | Datum           | Turnier       | Belag     | Finalgegner        | Ergebnis |
| --- | --------------- | ------------- | --------- | ------------------ | -------- |
| 1.  | 2. Februar 2020 | Newport Beach | Hartplatz | Daniel Elahi Galán | 6:4, 6:1 |

### Doppel

#### Turniersiege
| Nr. | Datum        | Turnier      | Belag     | Partner     | Finalgegner                      | Ergebnis         |
| --- | ------------ | ------------ | --------- | ----------- | -------------------------------- | ---------------- |
| 1.  | 7. März 2020 | Indian Wells | Hartplatz | Denis Kudla | Sebastian Korda Mitchell Krueger | 6:3, 2:6, [10:6] |